# قلعه سورین
بقایای قلعه سورین در شهرستان بانه، بخش ننور، دهستان بوئین، روستای سورین واقع شده و این اثر در تاریخ ۱۵ دی ۱۳۸۷ با شمارهٔ ثبت ۲۴۲۴۴ به‌عنوان یکی از آثار ملی ایران به ثبت رسیده است.